# Amata flavifenestrata
Amata flavifenestrata är en fjärilsart som beskrevs av Van Eecke 1920. Amata flavifenestrata ingår i släktet Amata och familjen björnspinnare. Inga underarter finns listade i Catalogue of Life.